# RAF Boulmer

i7
i11
i13
Die Royal Air Force Station Boulmer (ICAO-Code: EGQM), kurz RAF Boulmer, ist eine Einrichtung der britischen Royal Air Force westlich des Küstenörtchens Boulmer in der Grafschaft Northumberland, England. Die Basis ist eine der kleineren der RAF. Sie dient als Führungszentrum zur Luftverteidigung. Seit der Einstellung der regelmäßigen fliegerische Nutzung wurde das Flugfeld zurückgebaut. Heute werden nur noch zwei kleine getrennt liegende Areale von der RAF genutzt.

## Geschichte
Südlich des heutigen Areals entstand 1940 während des Zweiten Weltkriegs ein Scheinflugplatz als Köder für Feindflugzeuge zur Ablenkung von der nahegelegenen damaligen RAF Station Acklington. Mit Ende der Bedrohung Nordenglands durch die deutsche Luftwaffe wurden die Kulissen und Flugzeug-Attrappen entfernt.
Im März 1943 wurde hier ein Militärflugplatz eröffnet und diente zunächst einer Spitfire-Trainingseinheit aus RAF Eshott als Übungsplatz. Der Platz erhielt in dieser Zeit die damals auf RAF-Stationen üblichen drei Betonpisten und war ab November 1943 Basis einer Flugschule für die Taktikausbildung. Mit Kriegsende wurde der Flugplatz zunächst geschlossen.
Mit Beginn des Kalten Krieges wurde der Flugplatz reaktiviert und Heimat eines Zentrums zur Luftverteidigung des Vereinigten Königreichs. Die Eröffnung erfolgte im Juni 1953, zunächst noch RAF Acklington unterstellt, und mit Fertigstellung der unterirdischen Operationszentrale wurde RAF Boulmer 1954 eine unabhängige Station. In den folgenden Jahren und Jahrzehnten wurde der Stützpunkt weiter ausgebaut unter anderem durch die Aufstellung diverser Überwachungsradare.
Die Rolle RAF Boulmer wurde 1975 erweitert, als die bisher auf der zur Schließung vorgesehenen Basis RAF Acklington stationierten Whirlwind-Rettungshubschrauber der 'A' Flight der 202. Squadron ihren Dienst in Boulmer aufnahmen. Die Einheit setzte ab Dezember 1978 die Sea King ein. Die Hubschrauber kamen unter anderem bei den Bohrinsel-Unglücken der Alexander Keilland 1980 und Piper Alpha 1988, dem Pan-Am Absturz über Lockerbie 1988, der Überflutung Carlisles 2005 und dem Grayrigg-Zugunglück 2007 in Cumbria zum Einsatz. In Folge der Privatisierung der britischen Luftrettung verließ die Einheit nach 40 Jahren die Station Ende September 2015.
Die Rolle als Luftverteidigungszentrum wurde 1990 erweitert als hier die Ausbildung von Jägerleitoffizieren, auch aus befreundeten Staaten, startete und in den folgenden Jahrzehnten wurden die über- und unterirdischen weiterhin den jeweiligen Anforderungen entsprechend immer wieder modernisiert.

## Heutige Nutzung
RAF Boulmer beherbergt das Hauptquartier der Luftraumüberwachungs- und Steuerungs-Streitmacht, Air Surveillance and Control System (ASACS) Force. Hierzu gehören militärische und zivile Radare und ein Steuerungszentrum, dessen Aufgabe es ist die jeweilige Luftlage im Luftraum des Vereinigten Königreichs darzustellen.
- Das ASACS Control and Reporting Center wird seit 2021 als 19. Squadron bezeichnet; die 19. war 1938 die erste Spitfire-Staffel und gehörte während des Kalten Kriegs zur RAF Germany (sie lag in RAF Gütersloh und RAF Wildenrath).[2]
- Das Umschulelement, die Operational Converion Unit firmiert, ebenfalls seit 2021, als 20. Squadron; auch sie gehörte als fliegende Staffel zeitweise zur RAF Germany in Wildenrath.

Die QRA-Typhoons in RAF Lossiemouth und RAF Coningsby erhalten von hier ihre Einsatzbefehle.

## Sonstiges

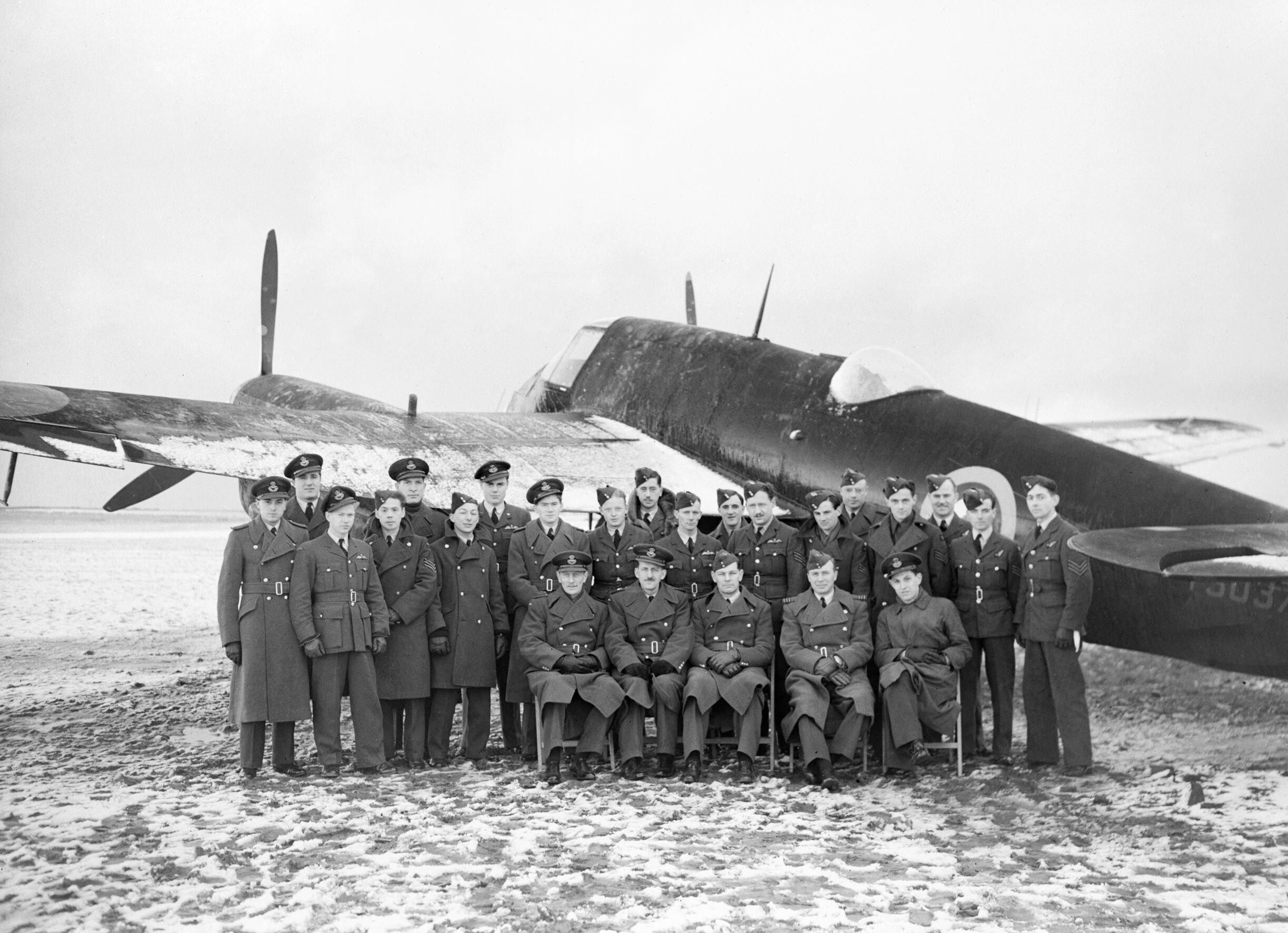
Beaufighter Mk.II, 409. Sqn RCAF, Acklington, 1942

### RAF Acklington
Die 15 km südlich gelegene frühere Royal Air Force Station Acklington, heute ein genutzt von Her Majesty’s Prison Service, entstand bereits 1916 als Flugplatz des Royal Flying Corps, der jedoch 1920 zunächst wieder geschlossen wurde. Er wurde 1938 zunächst als Schulflugplatz der RAF wiedereröffnet und kam nach Ausbruch des Zweiten Weltkrieges unter die Kontrolle des RAF Fighter Commands. Während der Luftschlacht um England lagen hier je zwei Spitfire- und Hurricane-Staffeln. Nach dem Krieg kam es nur noch zu einer reduzierten fliegerischen Nutzung und die Station wurde 1975 geschlossen.

### RAF Eshott
Das 20 km südsüdwestlich gelegene heutige Eshott Airfield war als Royal Air Force Station Eshott zwischen November 1942 und August 1944 Heimat der No. 57 Operational Training Unit, einer Spitfire-Schuleinheit, die dann nach Boulmer verlegt wurde.